# Saint-Julien-du-Terroux
Saint-Julien-du-Terroux è un comune francese di 270 abitanti situato nel dipartimento della Mayenne nella regione dei Paesi della Loira.

## Società

### Evoluzione demografica
Abitanti censiti